# 纳托利王子宫
纳托利王子宮（義大利語：Palazzo dei Principi Natoli）是一座18世纪巴洛克式宫殿，位于意大利南部西西里首府里波斯托的历史中心，属于贵族纳托利家族。